# Molophilus (Molophilus) arizonicus
Molophilus (Molophilus) arizonicus is een tweevleugelige uit de familie steltmuggen (Limoniidae). De soort komt voor in het Nearctisch gebied.